# Rio Paranapanema
Rio Paranapanema är ett vattendrag i Brasilien. Det ligger i den södra delen av landet, 900 km sydväst om huvudstaden Brasília.
Trakten runt Rio Paranapanema består i huvudsak av gräsmarker. Runt Rio Paranapanema är det mycket glesbefolkat, med 7 invånare per kvadratkilometer.